# Marco Feliciano
Marco Antônio Feliciano GCRB (Orlândia, 12 de outubro de 1972) é um pastor evangélico, fundador e líder da Catedral do Avivamento, uma igreja pentecostal ligada à Assembleia de Deus, e político brasileiro, filiado ao Partido Liberal (PL).
Eleito pelo Partido Social Cristão (PSC) em 2010 com 212 mil votos, foi o segundo político evangélico com maior número de votos no país e o 12° entre os 70 deputados eleitos pelo estado de São Paulo.. Em 2018 saiu do PSC e se filiou ao Podemos (PODE), mas foi expulso do partido em 2019. Filiou-se ao Republicanos em 2020. Em 2021, ingressa no Partido Liberal (PL). 
Foi eleito presidente da Comissão de Direitos Humanos e Minorias (CDHM) da Câmara dos Deputados do Brasil, cargo que exerceu durante o ano de 2013, o que gerou controvérsia pelas diversas declarações polêmicas de Feliciano, principalmente em relação a temas como direitos dos homossexuais e direito ao aborto. Foi um dos únicos dez deputados que votou em plenário contra a cassação do ex-presidente da Câmara, Eduardo Cunha, em setembro de 2016.
Além de pastor, Feliciano também é empresário, autor de 18 livros, e produtor de DVDs com mensagens de autoajuda que venderam cerca de 600 mil cópias.

## Carreira

### Religião e estudos
De origem pobre, Feliciano começou a pregar aos 19 anos e tentou ser pastor da Igreja Assembleia de Deus em Belém, pois já era preletor havia muitos anos. Quando jovem e ainda não era oficialmente consagrado pastor por uma igreja, foi rejeitado por líderes religiosos da própria Assembleia de Deus e de outras igrejas pentecostais. "No dia em que eu revelei para todo mundo que eu não era pastor, as portas se fecharam", afirmou Feliciano.
Somente aos 26 anos, mesmo sem a consagração de pastor, obteve o reconhecimento da Assembleia de Deus quando subiu ao púlpito dos Gideões Missionários para pregar em 1999. Aos 27 anos viajou para os Estados Unidos e lá foi consagrado pastor por Ouriel de Jesus. Atualmente sua igreja possui 14 filiais.
Feliciano estudou na Escola Estadual Diremo Luzini, em Orlândia, no interior do estado de São Paulo, e fez curso Técnico de Contabilidade (ETE – Alcídio Souza Prado). Formou-se bacharel em teologia pela Faculdade de Teologia de Boa Vista (Fatebov) e cursou um doutorado livre em "Divindade/Artes da Teologia" pelo International Seminary Hosanna and Bible School, de Pompano Beach, Flórida, Estados Unidos.

### Política
Foi eleito pelo Partido Social Cristão (PSC) nas eleições parlamentares de 2010, com 212 mil votos. Marco Feliciano foi o segundo político evangélico com maior número de votos no país e o 12° entre todos os 70 deputados eleitos pelo estado de São Paulo."
Durante sua carreira como político, se posicionou abertamente como conservador e militou para que outros políticos fizessem o mesmo.

#### Presidência da Comissão de Direitos Humanos e Minorias
No dia 6 de março de 2013, Marco Feliciano foi eleito presidente da Comissão de Direitos Humanos e Minorias (CDHM) da Câmara dos Deputados após ter sido indicado por seu partido, o Partido Social Cristão (PSC), para o cargo. A eleição ocorreu após os deputados Domingos Dutra (PT), Erika Kokay (PT), Jean Wyllys (PSOL), Luiz Couto (PT-PB) e Luiza Erundina (PSB) terem abandonado a sessão por não considerarem a indicação do pastor como condizente com os objetivos da comissão. Feliciano foi eleito por 11 votos a favor e um em branco pelos doze parlamentares que permaneceram na sessão.

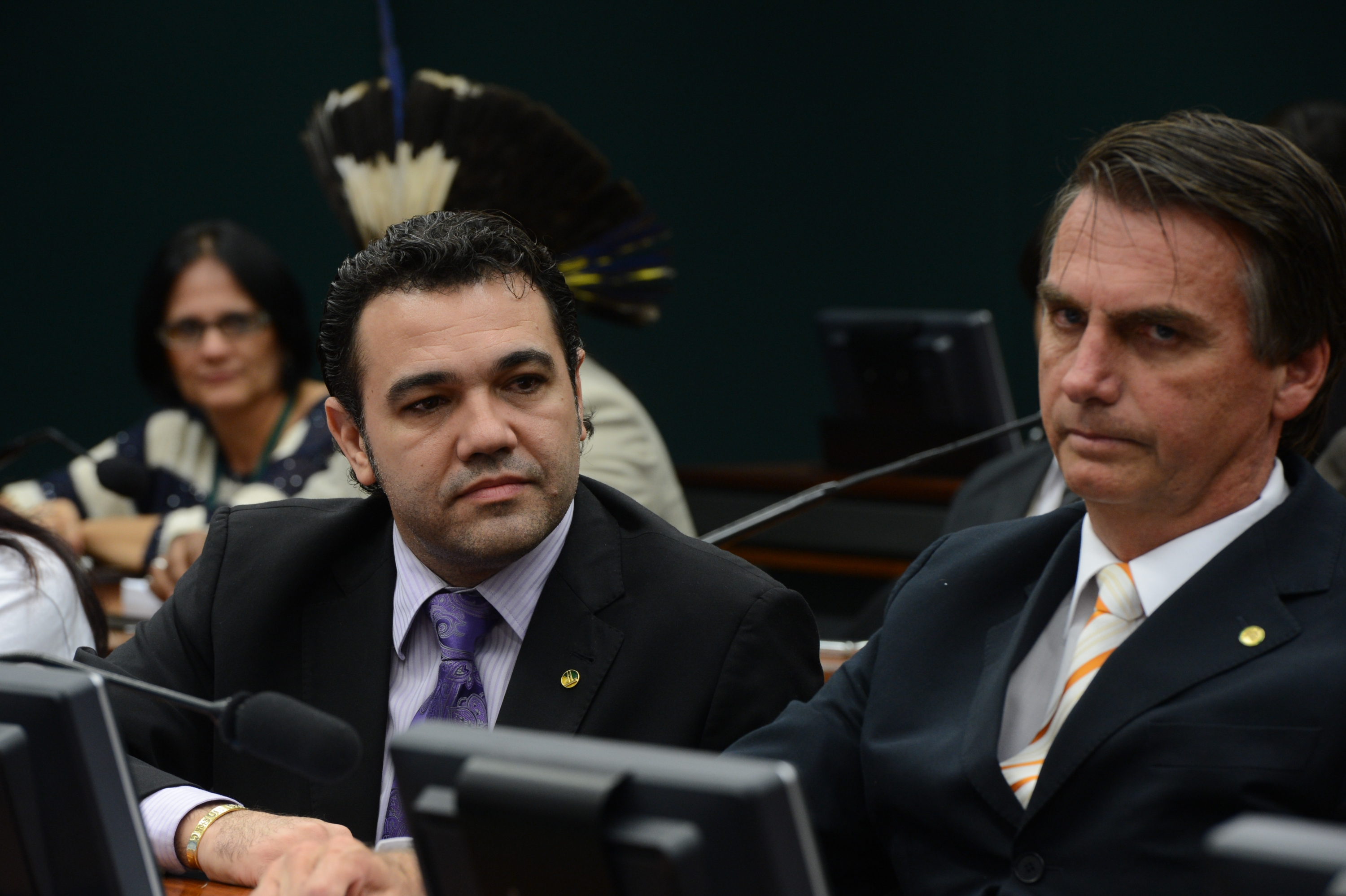
Marco Feliciano participa de audiência pública sobre ação da Polícia Federal na área indígena Munduruku, em novembro de 2012, ao lado do deputado Jair Bolsonaro (PP)

No início de abril de 2013, a CDHM aprovou um requerimento para realizar todas as suas reuniões a portas fechadas, para "manter a ordem necessária". A decisão veio depois de uma série de protestos em todas as sessões anteriores da comissão presididas por Feliciano e depois que dois manifestantes foram presos por ordem do pastor, um deles por tê-lo chamado de "racista".
Durante a sua presidência na comissão, por diversas vezes Feliciano tentou votar um projeto que anulava trechos de uma resolução do Conselho Federal de Psicologia (CFP), que proíbe os profissionais da área de psicologia de colaborarem com eventos e serviços que ofereçam tratamento para a homossexualidade e também veda manifestações que reforcem preconceitos sociais em relação aos homossexuais. No dia 18 de junho de 2013, durante uma sessão esvaziada, a CDHM conseguiu aprovar a proposta, apelidada pela imprensa do país de "cura gay". O relator do projeto, o deputado Anderson Ferreira, disse que as resoluções do CFP impedem a "liberdade de pensamento e de manifestação" dos profissionais da área psicologia. No entanto, a aprovação da proposta na comissão causou forte controvérsia. O deputado Simplício Araújo, o único a se posicionar de maneira contrária à aprovação do projeto durante a votação, afirmou: "Não existe tratamento para o que não é doença. A doença que temos de combater é a cara de pau de alguns políticos." Em nome do CFP, o conselheiro Censo Tondin disse que "é absolutamente lamentável que uma comissão dessa natureza contrarie sua própria história e os direitos adquiridos por ela, e aprove uma resolução que vai de encontro aos preceitos científicos." Em nota, a Ordem dos Advogados do Brasil (OAB) também repudiou a aprovação da proposta e afirmou ser "mais um dos absurdos cometidos pela chamada Comissão de Direitos Humanos da Câmara dos Deputados" e que "é lamentável uma proposição como essa justamente no momento em que o país assiste a uma mobilização social [protestos de 2013] capaz de enfrentar práticas fundamentalistas e dar efetividade à defesa e garantia dos direitos humanos."
Em meados de dezembro de 2013, o deputado deixou da presidência da CDHM.
Críticas
A eleição de Feliciano para o cargo de presidente da CDHM foi alvo de protestos e polêmica por conta das declarações controversas que o parlamentar costuma divulgar (ver acima), além do fato de ele também defender a castração química de estupradores.
Sobre essa eleição, o então presidente da Câmara, Henrique Eduardo Alves (PMDB-RN), afirmou que "a situação da Comissão de Direitos Humanos e Minorias se tornou insustentável". Roberto Gurgel, Procurador-geral da República, também afirmou que Feliciano "não é adequado" para ocupar o cargo na Comissão.
A ONG Anistia Internacional afirmou em nota pública que "as posições claramente discriminatórias em relação à população negra, LGBT e mulheres, expressas em diferentes ocasiões pelo deputado Marco Feliciano, o tornam uma escolha inaceitável para a presidência da Comissão de Direitos Humanos e Proteção de Minorias. É grave que tenha sido alçado ao posto a despeito de intensa mobilização da sociedade em repúdio a seu nome."

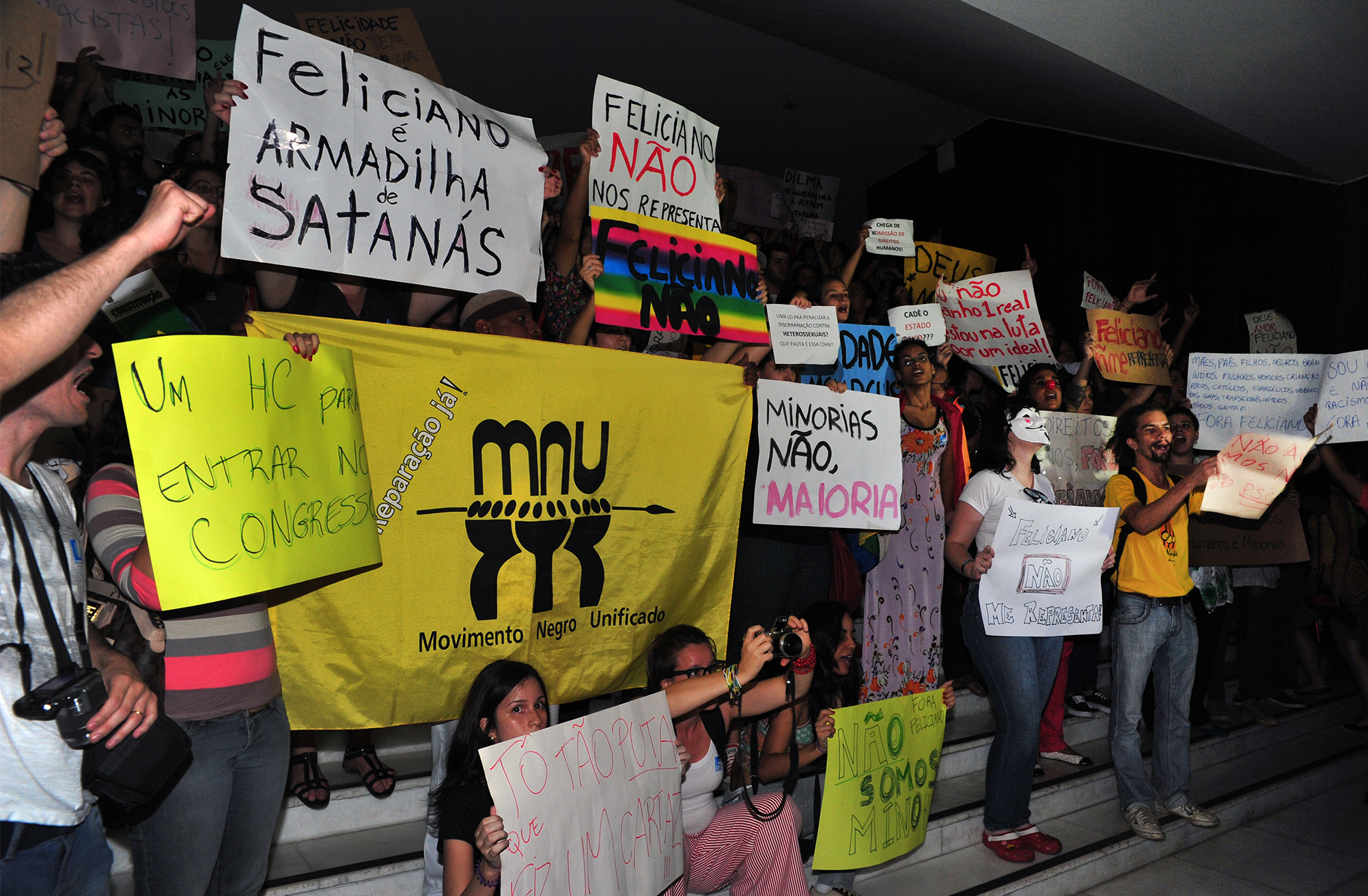
Manifestantes protestam contra a eleição do deputado Marco Feliciano como presidente da Comissão de Direitos Humanos da Câmara.

O cantor Caetano Veloso também se manifestou sobre a eleição de Feliciano para a Comissão, dizendo que "não é admissível que essa Comissão de Direitos Humanos e de Minoria esteja sendo dirigida e presidida por um pastor que expressou nitidamente a intolerância, tanto da ordem sexual como racial."
Um abaixo-assinado hospedado no site Avaaz.org reuniu mais de 450 mil assinaturas de pessoas que exigiam a renúncia de Feliciano do cargo de presidente da CDHM. Representantes da organização entregaram o documento aos líderes do PSC. Em março, internautas iniciaram uma campanha denominada "Feliciano não me representa" e mais de 150 lideranças evangélicas também assinaram uma carta aberta contra a posse do deputado no cargo na CDHM.
A Comissão Brasileira Justiça e Paz (CBJP), órgão vinculado à Conferência Nacional dos Bispos do Brasil (CNBB), classificou a eleição de Feliciano para a presidência da Comissão de Direitos Humanos como um "retrocesso", dizendo: "A imediata reação contrária à nova presidência da CDHM reforça a convicção de que a atuação da Comissão no parlamento não pode retroceder e que sua missão transcende os interesses particulares, tendo em vista que os objetivos da CDHM presumem uma interação constante com a sociedade civil." A CNBB, entretanto, compartilha de entendimento semelhante ao de Feliciano no tocante à postura contrária ao casamento entre pessoas do mesmo sexo, à adoção de crianças por casais homossexuais e ao aborto.
Em 29 de março de 2013, Marco Feliciano comentou os protestos contrários a ele durante um culto religioso na cidade de Passos, Minas Gerais, dizendo: "Essa manifestação toda se dá porque, pela primeira vez na história desse Brasil, um pastor cheio do Espírito Santo conquistou o espaço que até ontem era dominado por Satanás." A declaração do pastor causou controvérsia dentro da própria mesa-diretora da CDHM; a deputada Antônia Lúcia (PSC-AC), também evangélica, afirmou que iria renunciar ao seu cargo de vice-presidente da comissão por ter se sentido ofendida pela declaração do pastor. Em resposta, a assessoria de Feliciano disse que a afirmação foi feita dentro de um culto religioso e que essa é uma "opinião religiosa que reflete sua visão espiritual" do caso.
Apesar das críticas, Feliciano recebeu também uma moção de apoio por parte de colegas da Assembleia de Deus. Líderes evangélicos e internautas também organizaram a campanha "Marco Feliciano não renuncie", manifestando apoio ao pastor para que permanecesse na presidência da CDHM.
O pastor Silas Malafaia, com quem Feliciano já chegou a ter divergências doutrinárias, também demonstrou apoio à Feliciano e propôs capitanear uma mobilização evangélica em Brasília, enquanto o deputado Jair Bolsonaro manifestou apoio ao deputado ao afirmar que se sente como "irmão" do presidente da comissão.
O PSC também manifestou apoio à permanência do pastor na presidência da comissão após reunião e, devido à visibilidade que o partido ganhou com o caso, foi levantada a possibilidade de lançar Feliciano como candidato à presidência da república nas eleições de 2014.

#### 55ª Legislatura
Foi reeleito deputado federal em 2014, para a 55.ª legislatura (2015-2019). Votou a favor do Processo de impeachment de Dilma Rousseff. Já durante o Governo Michel Temer, votou a favor da PEC do Teto dos Gastos Públicos. Em abril de 2017 foi favorável à Reforma Trabalhista. Em agosto de 2017 votou pelo arquivamento da primeira denúncia contra o presidente Michel Temer. Em outubro de 2017 votou pelo arquivamento da segunda denúncia contra Michel Temer.

## Controvérsias
Feliciano respondeu a uma ação penal por estelionato, aberta pelo Ministério Público do Rio Grande do Sul no Supremo Tribunal Federal (STF), que provinha de uma acusação de que teria recebido 13 mil reais para realizar um culto no estado do Rio Grande do Sul sem ter comparecido ao evento. Segundo o advogado de Feliciano, Rafael Novaes da Silva, o deputado não pôde comparecer ao evento, mas tentou devolver o dinheiro pago, o que primeiramente não foi aceito pelos organizadores. Posteriormente, segundo Silva, todo o valor teria sido ressarcido. O STF absolveu o parlamentar neste caso.
A revista Carta Capital, citando reportagem do jornal Correio Braziliense, fez uma denúncia dizendo que Feliciano "repassa verbas públicas para funcionários ligados a seus negócios particulares".
O pastor também é investigado pela Polícia Federal (PF) por supostamente ter orientado um ex-assessor a mentir para a PF sobre a autoria do vídeo "Marco Feliciano Renuncia a CDHM", postado na internet, onde os deputados Jean Wyllys (Psol-RJ) e Erika Kokay (PT-DF), além de ativistas como Tatiana Lionço, Cris Oliveira e Toni Reis, são acusados de "incentivarem a pedofilia". O ex-assessor de Feliciano afirmou em entrevista ao jornal O Estado de S. Paulo que era o autor do vídeo em questão e que o pastor teve acesso ao material antes de ir ao ar.
Em entrevista a BBC Brasil, Feliciano classificou o coronel Carlos Alberto Brilhante Ustra, um torturador condenado, como "um herói".

### Vídeos de cultos
Um vídeo que mostra o pastor pedindo a senha do cartão de crédito de um fiel de sua igreja foi divulgado. Nas imagens, Feliciano diz:
É a última vez que eu falo. Samuel de Souza doou o cartão, mas não doou a senha. Aí não vale. Depois vai pedir o milagre pra Deus, Deus não vai dar, e aí vai falar que Deus é ruim.
O parlamentar afirmou que "estava brincando" na ocasião para poder devolver o cartão, que segundo ele estava ali por engano, ao dono.
Em abril de 2013 foi divulgado na internet uma filmagem de um culto religioso de 2005, mostrando o pastor dizendo que o cantor britânico John Lennon foi castigado e morto por Deus por ter dito em certa ocasião que "Os Beatles são mais populares do que Jesus Cristo". Sobre a morte do cantor, assassinado em 1980 por Mark Chapman, Feliciano disse que se tratou de uma "vingança divina" e que "ninguém afronta Deus e sobrevive para debochar". No mesmo vídeo e ainda sobre o assunto, o pastor diz: "Eu queria estar lá no dia em que descobriram o corpo dele. Ia tirar o pano de cima e dizer: 'me perdoe John, mas esse primeiro tiro é em nome do Pai, esse é em nome do Filho e esse é em nome do Espírito Santo'."
Em outro vídeo, mas no mesmo culto em que menciona John Lennon, o religioso fala sobre o grupo Mamonas Assassinas, dizendo que o vocalista da banda, o cantor Dinho, se "vendeu ao Diabo" por dinheiro. Sobre o acidente aéreo que matou todos os integrantes do grupo em 1996, Feliciano diz: "O avião estava no céu, região do ministro do juízo de Deus, lá na Serra da Cantareira. Ao invés de virar para um lado, o manche tocou para o outro. O anjo pôs o dedo no manche, e Deus fulminou aqueles que tentaram colocar palavras torpes na boca das nossas crianças.". Hildebrando Alves, o pai de Dinho, disse que iria processar judicialmente o pastor e afirmou: "Ele (Marco Feliciano) é louco. Deus não mata ninguém, Deus é amor. O acidente que aconteceu foi uma fatalidade, eles viajavam muito de avião.". Cristiane Parreira Martins, a viúva do piloto do avião, que também é mencionado por Feliciano no vídeo, classificou o discurso do pastor como uma "pregação infeliz e inútil". "Neste momento, eu consigo sentir dó, pena de um comentário que chegou a me perturbar, como perturbou às minhas filhas. Mas a gente tem de ser superior nessa hora. [...] Se Deus, o Deus do Marco, queria tirar esse grupo que cantava músicas ‘inconsequentes’ - sei lá como ele chamou -, o que o meu marido tinha a ver com isso? Ele não cantava, era o piloto, estava trabalhando, com uma filha de 1 ano e uma de 3 anos em casa. A gente tem de acreditar que o mesmo Deus dele não é meu Deus", afirmou a viúva.
Em outra filmagem divulgada no mesmo mês, o pastor afirma que o cantor Caetano Veloso, que é ateu, obteve sucesso com a canção "Sozinho" com o auxílio de "forças malignas" após um encontro com Mãe Menininha do Gantois, uma conhecida ialorixá brasileira (sacerdotisa de uma das religiões afro-brasileiras). No mesmo vídeo, ele diz que "o diabo tem uma Lady Gaga que canta e encanta", se referindo à cantora pop norte-americana. Ambos os vídeos causaram forte polêmica, principalmente na internet, onde foram divulgados.
Em um vídeo publicado na internet em abril de 2013, Feliciano faz fortes críticas à Igreja Católica e aos seus fiéis durante um culto religioso liderado por ele. No evento, cuja data não é informada, o pastor afirma que católicos "adoram Satanás" e que têm o corpo "entregue à prostituição" e "a todas as misérias dessa vida". Feliciano ainda classifica a religião católica como "morta e fajuta" e critica o costume católico de usar crucifixos de Jesus no pescoço. Embora afirme não ser homofóbico (ver abaixo), o pastor também menciona os homossexuais, ao dizer: "O meu Jesus não foi feito para ser enfeite de pescoço de homossexual, nem de pederasta, nem de lésbica."
No final de 2013, novas filmagens durante o Congresso Missões dos Gideões, em Balneário Camboriú, Santa Catarina, mostram o pastor a afirmar que Jesus fez um homem doar o carro de sua esposa para a filha de Feliciano e afirmou: "Não é o carro que ela (Karen) quer, mas é um começo." Após a morte do ex-presidente sul-africano Nelson Mandela em 5 de dezembro de 2013, o deputado afirmou: "Quem mata uma criança, para mim, não é meu amigo. Então Mandela implantou a cultura que chamamos de cultura da morte dentro da África do Sul". Feliciano fez tais afirmações por conta da aprovação de leis de direito ao aborto na África do Sul durante a gestão de Mandela. Ele também afirmou que processaria o coletivo de humor Porta dos Fundos por fazer um vídeo de paródia sobre o Natal.

### Declarações sobre africanos
Em março de 2011, Feliciano postou em sua conta na rede social Twitter frases que foram consideradas racistas por vários setores da sociedade, ao dizer: "Africanos descendem de ancestral amaldiçoado por Noé. Isso é fato. O motivo da maldição é a polemica (sic). Não sejam irresponsáveis twitters. [...] A maldição que Noé lança sobre seu neto, Canaã, respinga sobre continente africano, daí a fome, pestes, doenças, guerras étnicas!" (Feliciano defende uma das vertentes teológicas que afirma que os povos africanos negros vivem sob a chamada "Maldição de Cam", descrita no livro Gênesis da Bíblia e interpretada de várias maneiras, e de que essa seria a causa dos problemas socioeconômicos e políticos enfrentados pelo continente africano). Para Roberlei Panasiewicz, teólogo da Pontifícia Universidade Católica de Minas Gerais, a afirmação de Feliciano é "fundamentalista".
O jornalista Reinaldo Azevedo, que é de vertente política opositora de Feliciano e que criticava o pastor ao dizer que ele "é obra do PT", foi um dos primeiros a defendê-lo nesse caso e afirma que, ainda que o pastor esteja errado em sua afirmação, os "partidos de esquerda exageraram ao afirma[rem] que a frase foi racista, já que a frase não cita negros e sim africanos." Ao opinar sobre o tuíte do deputado, Azevedo diz: "[...] é evidente, que o padrasto e a mãe de Feliciano são negros. Creio que ele não os considere, e a si mesmo, amaldiçoados, não é? Quando afirmei que aquele seu tuíte não era expressão de racismo, eu o fiz com base apenas no seu conteúdo e na referência bíblica. Agora, diante desse fato [os pais serem negros], a acusação fica ainda mais ridícula."
O próprio Feliciano se defendeu das acusações durante uma entrevista concedida ao apresentador Danilo Gentili, no programa Agora É Tarde da Rede Bandeirantes: "Depois de me lincharem, estão acordando. Não sou racista, minha mãe é negra e fiz trabalhos na África."
O Ministério Público Federal (MPF) abriu uma acusação contra Feliciano no STF pelo crime de induzir ou incitar discriminação ou preconceito de raça, cor e religião. Apesar de reprovar a conduta de Feliciano, a ação acabou por ser arquivada pela maioria dos ministros do Supremo, que entendeu que não há como tipificar as mensagens como crime.

### Declarações sobre homossexuais
Em outra publicação, mas sobre os homossexuais, Feliciano disse: "A podridão dos sentimentos dos homoafetivos levam (sic) ao ódio, ao crime, à rejeição. Amamos os homossexuais, mas abominamos suas práticas promíscuas", o que lhe gerou acusações de comportamento homofóbico.
Os tuítes se tornaram alvo de um inquérito por discriminação aberto pelo então procurador-geral da República, Roberto Gurgel, no Supremo Tribunal. Os ministros do STF absolveram Feliciano, ao argumentar que para haver punição pela conduta do deputado, seria preciso que a lei tipificasse o crime de homofobia, como propõe o Projeto de Lei 122. No entanto, o Supremo destacou a conduta do parlamentar como "reprovável".
Durante um culto no município de Santarém, no Pará, no dia 29 de julho de 2013, o pastor mandou que seguranças expulsassem manifestantes LGBT que abriram uma bandeira do movimento gay durante o culto. Ao perceber ativistas gays no meio do público, Feliciano disse ao microfone: "Eu só vou fazer um pedido nesse momento, eu queria saber onde estão os policiais que estão aqui. Tem uma bandeira do movimento GLBT sendo sacudida aí, as pessoas tão atrapalhando o culto. Isso é proibido pela lei. Essas pessoas podem sair daqui presas e algemadas, agora! Semana passada eu já prendi dois. Isso aqui não é casa da mãe Joana! Isso aqui é uma igreja! Respeite essa igreja! Eu convidei vocês para receber uma oração e convidei vocês para participar do culto. Pra fazer baderna, vá fazer baderna na sua casa! Vá fazer baderna lá no antro de prostituição! Vá fazer baderna lá no quinto dos infernos! Aqui não! Aqui é um lugar de glória!". De acordo com relatos do ativistas expulsos, antes da intervenção da polícia, os seguranças presentes no local os agrediram com tapas, socos e armas de choque. Os policiais miliares chegaram depois e, segundo os manifestantes, também usaram força desproporcional contra os ativistas. Três dos militantes foram presos. O Ministério Público Federal (MPF) abriu inquérito para investigar as denúncias de agressões.
Em outro evento religioso realizado em setembro de 2013, no município de São Sebastião, São Paulo, o pastor mandou prender duas meninas que se beijavam no meio do público. "Essas duas precisam sair daqui algemadas!", disse o deputado no microfone enquanto policiais procuravam pelas garotas entre a plateia. Feliciano disse: "O que pensam os pais dessas meninas que vêm a um culto para beijar outra mulher? "Esses baderneiros terão o troco no ano que vem, pois seremos a maior bancada evangélica da história no Congresso", afirmou o deputado. O pastor também proferiu ameaças contra a imprensa, ao dizer: "Se os jornais publicarem matérias e derem razão para esses baderneiros, vou convocar uma grande manifestação nas portas desses jornais para protestarmos na próxima terça-feira". Ele se classificou como "perseguido" e "humilhado" pela mídia. Daniel Galani, o advogado das meninas presas afirmou que o ocorrido "foi uma afronta gravíssima aos direitos humanos e ao direito à livre expressão." Ainda segundo Galani, as estudantes não mantêm um relacionamento. "[Elas] Apenas se beijaram para se manifestarem contra a posição preconceituosa do deputado".
Na entrevista concedida à Danilo Gentili, no entanto, o deputado afirmou em sua defesa: "Não sou homofóbico, isso é uma doença que pode levar a um assassinato. Quem me conhece sabe." No mesmo programa, perguntado sobre o que faria se tivesse um filho homossexual, respondeu que "o amaria" e que "a gente morre por um filho". Quando questionado, durante uma entrevista à revista Veja, sobre sua reação se tivesse uma filha homossexual, Feliciano afirmou que "ficaria triste", mas que "a amaria da melhor forma".
Em entrevista à Folha, o religioso também salientou o que considera "caráter criminoso" dessas acusações: "Me chamar de racista, de homofóbico, isso é crime [...] Eu não fui condenado em nenhuma instância. Eu não fui julgado por nenhum tribunal. Eu estou sendo acusado por ter a minha livre liberdade de expressão, de opinião, de pensamento tolhido nesse momento porque, sendo brasileiro, não posso me expressar."
Marina Silva, ex-ministra do meio ambiente, que apoia direitos gerados pela união estável, mas se opõe ao casamento entre pessoas do mesmo sexo, posicionou-se contra a permanência de Feliciano na Comissão de Direitos Humanos e discordou das declarações de Feliciano sobre a união estável entre homossexuais em uma palestra na Universidade Católica de Pernambuco (Unicap), no Recife, mas salientou que "Feliciano está sendo mais hostilizado por ser evangélico que por suas declarações equivocadas." Marina Silva apontou que tal postura é um "jogo de injustiças" onde se tenta eliminar o preconceito contra gays criando um preconceito religioso. "Hoje, se tenta eliminar o preconceito contra gays substituindo por um preconceito contra religiosos", afirmou Marina.

### Declarações sobre mulheres
Durante uma entrevista para o livro Religiões e política; uma análise da atuação dos parlamentares evangélicos sobre direitos das mulheres e LGBTs no Brasil, o deputado fez uma declaração que causou repercussão negativa entre grupos de direitos das mulheres, ao dizer: "Quando você estimula uma mulher a ter os mesmos direitos do homem, ela querendo trabalhar, a sua parcela como mãe começa a ficar anulada, e, para que ela não seja mãe, só há uma maneira que se conhece: ou ela não se casa, ou mantém um casamento, um relacionamento com uma pessoa do mesmo sexo, e que vão gozar dos prazeres de uma união e não vão ter filhos. Eu vejo de uma maneira sutil atingir a família; quando você estimula as pessoas a liberarem os seus instintos e conviverem com pessoas do mesmo sexo, você destrói a família, cria-se uma sociedade onde só tem homossexuais, você vê que essa sociedade tende a desaparecer porque ela não gera filhos (sic)."
Sobre a afirmação, Hildete Pereira de Melo, professora da Universidade Federal Fluminense (UFF) e pesquisadora de relações de gênero e mercado de trabalho, afirmou que Feliciano "é misógino e homofóbico" e que "atribuir aos homossexuais a responsabilidade pela destruição da família é um delírio."

#### Acusação de estupro e agressão
O deputado foi acusado de tentativa de estupro e agressão por Patrícia Lelis, de 22 anos, militante do PSC e frequentadora a mesma igreja que o pastor. O chefe de gabinete do deputado federal, Talma Bauer, foi preso por inicialmente ser suspeito de sequestrar a jovem e forçá-la a gravar vídeos defendendo o deputado, para desmentir a denúncia inicial. Após inquérito policial, Bauer foi solto e a Polícia Civil de São Paulo concluiu que não houve sequestro nem agressão, e pediu a prisão de Patrícia Lélis pelos crimes de denúncia caluniosa e extorsão contra Bauer.
O delegado do 3º Distrito Policial, Luiz Roberto Hellmeister, alegou que, no passado, Lélis já teria apontado um policial inocente como estuprador em Brasília e que ela sofreria de transtorno de personalidade histriônica, ao apresentar laudos de uma psicóloga com um diagnóstico de mitomania. A defesa afirmou que a psicóloga que fez o diagnóstico é de uma igreja evangélica que Patrícia procurou após ter denunciado o caso de estupro quando era adolescente no Distrito Federal e que Patrícia participou de apenas duas sessões, sendo que "não existe no inquérito laudo técnico que demonstre que ela tenha mitomania." Os advogados da jovem também pediram a anulação de todos os atos da polícia de São Paulo e o envio dos autos ao Supremo Tribunal Federal (STF), onde o caso corre em segredo de justiça. No ano seguinte, a jovem acusou Eduardo Bolsonaro do mesmo.

### Militância virtual e criacionismo
Em fevereiro de 2014, o deputado Feliciano discursou na Câmara dos Deputados em defesa do blogueiro Olavo de Carvalho, em função das críticas que o mesmo recebe através das redes sociais. Em seu discurso, o deputado dirigiu-se erroneamente à Olavo sob o titulo de doutor e o classificou como "um dos maiores filósofos do Brasil". Feliciano utilizou seu tempo na tribuna para acusar os partidos de esquerda de supostamente mobilizarem grupos na internet com a finalidade de "criar páginas falsas" que teriam o propósito de destruir a reputação do referido jornalista. O deputado ameaçou pedir que a Polícia Federal investigasse o caso, afirmando que "a tática serve os mais rasteiros ensinamentos bolcheviques", e ainda propôs a criação de uma lei para punir aqueles que fizessem "mau uso" da internet neste sentido.
Em novembro de 2014, Feliciano apresentou no Congresso Nacional um polêmico projeto de lei que obriga o ensino do criacionismo cristão em escolas públicas e privadas do Brasil, em detrimento da evolução, consenso entre a comunidade científica internacional. Posteriormente, constatou-se que este projeto é cópia de outro apresentado em 2007 na Assembleia Legislativa do Paraná pelo deputado estadual Artagão Junior.

### Acusações de abuso de dinheiro público
O jornal O Estado de S. Paulo publicou em uma reportagem em 3 de agosto de 2019 que a Câmara dos Deputados reembolsou o deputado Pastor Marco Feliciano a quantidade de 157 mil reais referente a um tratamento odontológico. O parlamentar justificou os gastos afirmando que precisava corrigir um problema na articulação da mandíbula e reconstruir o sorriso com coroas e implantes na boca. Feliciano disse que sofria de dor crônica relacionada ao bruxismo. "Não desejo para ninguém", disse ele. “Sou político e pregador. Minha boca é minha ferramenta." A denúncia gerou protestos e indignação de grande parte da população brasileira.

### Infidelidade partidária
No dia 9 de dezembro de 2019, Feliciano foi acusado de infidelidade partidária pela executiva paulista do Podemos, sendo expulso do partido em São Paulo por unanimidade de 8 votos por ter apoiado Jair Bolsonaro na eleição de 2018 e não Alvaro Dias, do seu partido. Seu tratamento odontológico de quase 160 mil reais reembolsados pela Câmara também pesou na decisão da cúpula do partido.
Em 2020, em reunião da executiva nacional do partido, Feliciano foi expulso do partido por infidelidade partidária.

### Notícia falsa envolvendo o STF
No dia 15 de janeiro de 2021, com o agravamento da pandemia de COVID-19 em Manaus, José Luiz Datena concedeu espaço em seu programa de televisão ao presidente Jair Bolsonaro. O presidente repetiu diversas vezes que o STF o impediu de combater a pandemia de COVID-19, o que é mentira. Devido a repercussão das declarações, o próprio STF desmentiu o presidente em uma nota. Segundo o levantamento do Aos Fatos, a notícia falsa de Bolsonaro reproduzida no programa foi posteriormente disseminada em redes sociais por dois deputados para tentar tirar a culpa do presidente Jair Bolsonaro pela situação de Manaus e transferir para o STF. São eles: Bibo Nunes (PSL-RS) e Marco Feliciano (Republicanos-SP, Atualmente no Partido Liberal).

### Jornada de trabalho
Em junho de 2024, durante debate na Câmara dos Deputados sobre a realização de audiência pública para discutir o possível fim da jornada de trabalho 6x1 e a implementação de 4 dias de trabalho por semana e de 6 horas diárias, Feliciano pediu obstrução, declarando que a proposta de diminuição da jornada de trabalho é uma "excrescência" e afirmou que em países como os EUA e o Japão “todas as pessoas trabalham até a exaustão para verem a prosperidade”.

## Livros
- Feliciano, Marco. Ouse Sonhar. [S.l.]: Thomas Nelson. ISBN 978-85-7860030-3
- Assassinos de Profetas - ISBN 9788598832036
- O Sonho de José[115]
- Dias Maus[115]
- Resgatando Avivamento[115]
- O sonho do Homem e o Projeto de Deus[115]
- Vinho do Inferno[115]
- Depois do Arrebatamento[115]
- Fim do Cativeiro[115]

## Histórico Eleitoral
| Ano  | Eleição                     | Partido | Candidato a      | Votos   | %      | Resultado | Ref |
| ---- | --------------------------- | ------- | ---------------- | ------- | ------ | --------- | --- |
| 2010 | Estaduais de São Paulo 2010 | PSC     | Deputado Federal | 211.855 | Eleito | [ 116 ]   |     |
| 2014 | Estaduais de São Paulo 2014 | PSC     | Deputado Federal | 398 087 | Eleito | [ 117 ]   |     |
| 2018 | Estaduais de São Paulo 2018 | PODE    | Deputado Federal | 239.784 | Eleito | [ 118 ]   |     |
| 2022 | Estaduais de São Paulo 2022 | PL      | Deputado Federal | 220.595 | Eleito | [ 119 ]   |     |